# Seleção Taitiana de Futebol
A Seleção Taitiana de Futebol representa a Polinésia Francesa nas competições oficiais da FIFA. O arquipélago, até hoje uma dependência de ultramar da França, nunca disputou uma Copa do Mundo, mas obteve qualificação para a Copa do Mundo Sub-20 de 2009 no Egito, sendo o primeiro arquipélago da Oceania a competir em um torneio promovido pela FIFA.
Seu maior feito futebolístico foi a conquista da Copa das Nações da OFC de 2012, tornando-se assim o primeiro time fora do eixo Austrália-Nova Zelândia a conquistar o torneio. A conquista foi ainda mais significativa, já que o Taiti ganhou com ela o direito de participar pela primeira vez da Copa das Confederações, disputada em 2013 no Brasil. Desde que as seleções da Oceania participam do torneio, é a primeira vez que uma seleção diferente de Austrália e Nova Zelândia disputam o torneio. Em 2013, no Brasil, o Taiti enfrentou a campeã mundial Espanha, o campeão da América do Sul Uruguai e a Nigéria, campeã do Campeonato Africano das Nações de 2013.
O time consistia em sua maioria de amadores que jogam nos dois maiores clubes da ilha, com apenas um jogando em tempo integral e fora do Taiti, Marama Vahirua, do grego Panthrakikos e com passagem de 14 anos no futebol francês (atuou por Nantes, Nice, Lorient, Nancy e Monaco), chegando a jogar pela Seleção sub-21 (marcou dois gols em seis jogos). O primo de Marama, Pascal Vahirua, embora seja taitiano de nascimento, preferiu jogar pela Seleção Francesa. A seleção também tem em seu elenco quatro jogadores que são parentes, todos da família Tehau: o volante Jonathan, o lateral-meia-atacante Alvin (ambos irmãos gêmeos) e os meia-atacantes Lorenzo e Teaonui (primos), este último o maior artilheiro da Seleção Taitiana.
Na Copa das Confederações em 2013, o Taiti fez história ao marcar o primeiro gol oficial da história da seleção fora do seu continente. O autor do gol foi Jonathan Tehau, no dia 17 de junho contra a Nigéria no Estádio Mineirão. A partida terminou 6 a 1 à favor da Nigéria.

## Títulos
| Continentais | Continentais           | Continentais | Continentais                 |
|              | Competição             | Títulos      | Temporadas                   |
| ------------ | ---------------------- | ------------ | ---------------------------- |
|              | Copa das Nações da OFC | 1            | 2012                         |
|              | Copa União da Oceania  | 2            | 1984 e 2005                  |
|              | Copa da Polinésia      | 3            | 1994, 1998 e 2000            |
|              | Jogos do Pacífico      | 5            | 1966, 1975, 1979, 1983, 1995 |

 Campeão Invicto

## Campanhas
| Seleção Principal      | Seleção Principal     | Seleção Principal     | Seleção Principal | Seleção Principal |
| Torneio                | Campeão               | Vice-campeão          | Terceiro          | Quarto            |
| ---------------------- | --------------------- | --------------------- | ----------------- | ----------------- |
| Copa das Nações da OFC | 1 (2012)              | 3 (1973, 1980 e 1996) | 1 (2002)          | 1 (1998)          |
| Copa União da Oceania  | 2 (1984 e 2005)       |                       |                   |                   |
| Copa da Polinésia      | 3 (1994, 1998 e 2000) |                       |                   |                   |

| Seleção Olímpica  | Seleção Olímpica                  | Seleção Olímpica      | Seleção Olímpica      |
| Torneio           | Ouro                              | Prata                 | Bronze                |
| ----------------- | --------------------------------- | --------------------- | --------------------- |
| Jogos do Pacífico | 5 (1966, 1975, 1979, 1983 e 1995) | 3 (1969, 1987 e 2015) | 3 (1963, 1971 e 2011) |

## Desempenho em competições oficiais
| Copa das Confederações \| Copa das Confederações FIFA \| Copa das Confederações FIFA \| Copa das Confederações FIFA \| Copa das Confederações FIFA \| Copa das Confederações FIFA \| Copa das Confederações FIFA \| Copa das Confederações FIFA \| Copa das Confederações FIFA \| Copa das Confederações FIFA \| \| Ano \| Fase \| Posição \| J \| V \| E \| D \| GP \| GC \| \| --------------------------- \| --------------------------- \| --------------------------- \| --------------------------- \| --------------------------- \| --------------------------- \| --------------------------- \| --------------------------- \| --------------------------- \| \| 1992 \| Não participou \| Não participou \| Não participou \| Não participou \| Não participou \| Não participou \| Não participou \| Não participou \| \| 1995 \| Não participou \| Não participou \| Não participou \| Não participou \| Não participou \| Não participou \| Não participou \| Não participou \| \| 1997 \| Não participou \| Não participou \| Não participou \| Não participou \| Não participou \| Não participou \| Não participou \| Não participou \| \| 1999 \| Não participou \| Não participou \| Não participou \| Não participou \| Não participou \| Não participou \| Não participou \| Não participou \| \| 2001 \| Não participou \| Não participou \| Não participou \| Não participou \| Não participou \| Não participou \| Não participou \| Não participou \| \| 2003 \| Não participou \| Não participou \| Não participou \| Não participou \| Não participou \| Não participou \| Não participou \| Não participou \| \| 2005 \| Não participou \| Não participou \| Não participou \| Não participou \| Não participou \| Não participou \| Não participou \| Não participou \| \| 2009 \| Não participou \| Não participou \| Não participou \| Não participou \| Não participou \| Não participou \| Não participou \| Não participou \| \| 2013 \| 1ª fase \| 8º \| 3 \| 0 \| 0 \| 3 \| 1 \| 24 \| \| 2017 \| Não participou \| Não participou \| Não participou \| Não participou \| Não participou \| Não participou \| Não participou \| Não participou \| \| Total \| 1/10 \| 0 títulos \| 3 \| 0 \| 0 \| 3 \| 1 \| 24 \| |                |                |                |                |                |                |                |                |
| Copa das Confederações FIFA |                |                |                |                |                |                |                |                |
| Ano | Fase           | Posição        | J              | V              | E              | D              | GP             | GC             |
| 1992 | Não participou | Não participou | Não participou | Não participou | Não participou | Não participou | Não participou | Não participou |
| 1995 | Não participou | Não participou | Não participou | Não participou | Não participou | Não participou | Não participou | Não participou |
| 1997 | Não participou | Não participou | Não participou | Não participou | Não participou | Não participou | Não participou | Não participou |
| 1999 | Não participou | Não participou | Não participou | Não participou | Não participou | Não participou | Não participou | Não participou |
| 2001 | Não participou | Não participou | Não participou | Não participou | Não participou | Não participou | Não participou | Não participou |
| 2003 | Não participou | Não participou | Não participou | Não participou | Não participou | Não participou | Não participou | Não participou |
| 2005 | Não participou | Não participou | Não participou | Não participou | Não participou | Não participou | Não participou | Não participou |
| 2009 | Não participou | Não participou | Não participou | Não participou | Não participou | Não participou | Não participou | Não participou |
| 2013 | 1ª fase        | 8º             | 3              | 0              | 0              | 3              | 1              | 24             |
| 2017 | Não participou | Não participou | Não participou | Não participou | Não participou | Não participou | Não participou | Não participou |
| Total | 1/10           | 0 títulos      | 3              | 0              | 0              | 3              | 1              | 24             |

Copa das Nações da OFC
| Copa das Nações da OFC | Copa das Nações da OFC | Copa das Nações da OFC | Copa das Nações da OFC | Copa das Nações da OFC | Copa das Nações da OFC | Copa das Nações da OFC | Copa das Nações da OFC | Copa das Nações da OFC |
| Ano                    | Fase                   | Posição                | J                      | V                      | E                      | D                      | GP                     | GC                     |
| ---------------------- | ---------------------- | ---------------------- | ---------------------- | ---------------------- | ---------------------- | ---------------------- | ---------------------- | ---------------------- |
| 1973                   | Vice-campeão           | 2º                     | 5                      | 2                      | 2                      | 1                      | 7                      | 4                      |
| 1980                   | Vice-campeão           | 2º                     | 4                      | 3                      | 0                      | 1                      | 23                     | 9                      |
| 1996                   | Vice-campeão           | 2º                     | 4                      | 2                      | 0                      | 2                      | 3                      | 12                     |
| 1998                   | Quarto lugar           | 4º                     | 4                      | 1                      | 0                      | 3                      | 8                      | 10                     |
| 2000                   | Fase de grupos         | 5º                     | 2                      | 0                      | 0                      | 2                      | 2                      | 5                      |
| 2002                   | Terceiro lugar         | 3º                     | 5                      | 3                      | 0                      | 2                      | 8                      | 9                      |
| 2004                   | Fase de grupos         | 5º                     | 5                      | 1                      | 1                      | 3                      | 2                      | 24                     |
| 2008                   | Não se classificou     | Não se classificou     | Não se classificou     | Não se classificou     | Não se classificou     | Não se classificou     | Não se classificou     | Não se classificou     |
| 2012                   | Campeão                | 1º                     | 5                      | 5                      | 0                      | 0                      | 20                     | 5                      |
| 2016                   | Fase de grupos         | 5º                     | 3                      | 1                      | 2                      | 0                      | 7                      | 3                      |
| 2024                   | Terceiro lugar         | 3º                     | 5                      | 1                      | 1                      | 2                      | 5                      | 9                      |
| Total                  | título                 | 10/11                  | 37                     | 18                     | 5                      | 14                     | 80                     | 81                     |

## Partidas naCopa das Confederações FIFA de 2013
| Pos. | Seleção | Pts | J | V | E | D | GP | GC | SG  |
| ---- | ------- | --- | - | - | - | - | -- | -- | --- |
| 1    | Espanha | 9   | 3 | 3 | 0 | 0 | 15 | 1  | +14 |
| 2    | Uruguai | 6   | 3 | 2 | 0 | 1 | 11 | 3  | +8  |
| 3    | Nigéria | 3   | 3 | 1 | 0 | 2 | 7  | 6  | +1  |
| 4    | Taiti   | 0   | 3 | 0 | 0 | 3 | 1  | 24 | –23 |

### Taiti vs. Nigéria
| 17 de junho | Taiti        | 1 – 6     | Nigéria                                                           | Estádio Mineirão, Belo Horizonte          |
| 16:00       | J. Tehau 54' | Relatório | Vallar 5' · Oduamadi 10', 26', 76' · J. Tehau 69' · Echiéjilé 80' | Público: 20 187 Árbitro: SLV Joel Aguilar |

| Taiti | Nigéria |

### Espanha vs. Taiti
| 20 de junho | Espanha                                                                          | 10 – 0    | Taiti | Estádio do Maracanã, Rio de Janeiro          |
| 16:00       | Torres 5', 33', 57', 78' · David Silva 31', 89' · Villa 39', 49', 64' · Mata 66' | Relatório |       | Público: 71 806 Árbitro: ALG Djamel Haimoudi |

| Espanha | Taiti |

### Uruguai vs. Taiti
| 23 de junho | Uruguai                                                                        | 8 – 0     | Taiti | Arena Pernambuco, Recife                   |
| 16:00       | Hernández 2', 24', 45+1' 67' (pen) · Pérez 27' · Lodeiro 61' · Suárez 82', 90' | Relatório |       | Público: 22 047 Árbitro: POR Pedro Proença |

| Uruguai | Taiti |

## Uniformes

### Uniformes dos jogadores
- 1º - Camisa branca, calção e meias brancas;
- 2º - Camisa vermelha, calção e meias vermelhas.

| 1º uniforme | 2º uniforme |

### Uniformes dos goleiros
- Camisa verde, calção pretas e meias verdes;
- Camisa amarela, calção pretas e meias amarelas.

| Cores do Time · Cores do Time · Cores do Time · Cores do Time · Cores do Time | Cores do Time · Cores do Time · Cores do Time · Cores do Time · Cores do Time |  |

### Uniformes anteriores
- 2012

| 1º uniforme | 2º uniforme |

- 2009-2011

| 1º uniforme | 2º uniforme |

- 2006

| 1º uniforme | 2º uniforme |

- 2004

| 1º uniforme | 2º uniforme |

## Recordes
30 de junho de 2024
Jogadores em negrito em atividade pela Seleção Taitiana.
| #  | Nome              | Partidas | Gols | Em atividade |
| -- | ----------------- | -------- | ---- | ------------ |
| 1  | Teaonui Tehau     | 44       | 30   | 2011–present |
| 2  | Angelo Tchen      | 34       | 1    | 2001–2018    |
| 3  | Heimano Bourebare | 30       | 1    | 2011–        |
| 4  | Steevy Chong Hue  | 28       | 8    | 2010–2016    |
| 4  | Xavier Samin      | 28       | 0    | 2001–2013    |
| 6  | Alvin Tehau       | 26       | 9    | 2010–        |
| 7  | Jonathan Tehau    | 25       | 5    | 2011–2017    |
| 7  | Vincent Simon     | 25       | 1    | 2004–2016    |
| 9  | Félix Tagawa      | 22       | 14   | 2000–2004    |
| 10 | Stanley Atani     | 21       | 5    | 2010–2019    |

| # | Nome             | Gols | Partidas | Média por jogo | Em atividade |
| - | ---------------- | ---- | -------- | -------------- | ------------ |
| 1 | Teaonui Tehau    | 30   | 44       | 0.68           | 2011–        |
| 2 | Félix Tagawa     | 14   | 22       | 0.64           | 2000–2004    |
| 3 | Naea Bennett     | 12   | 16       | 0.75           | 1996–2010    |
| 4 | Alvin Tehau      | 9    | 26       | 0.35           | 2010–        |
| 5 | Steevy Chong Hue | 8    | 28       | 0.29           | 2010–2016    |
| 6 | Lorenzo Tehau    | 7    | 20       | 0.35           | 2010–2017    |
| 7 | Tamatoa Tetauira | 5    | 11       | 0.45           | 2016–        |
| 7 | Hiro Poroiae     | 5    | 12       | 0.42           | 2007–2013    |
| 7 | Stanley Atani    | 5    | 21       | 0.24           | 2010–2019    |
| 7 | Jonathan Tehau   | 5    | 25       | 0.2            | 2011–2017    |

## Lista de treinadores
| - François Vernaudon (1973) - Richard Vansam (1980) - François Ferez (1992) - Bertrand Vahirua (1992) | - Umberto Mottini (1995–1996) - Gérard Kautai (1996) - Richard Vansam (1997) - Alain Rousseau (1997–1998) | - Leon Gardikiotis (1999–2000) - Patrick Jacquemet (2001–2002) - Gérard Kautai (2004–2007) - Eddy Etaeta (2010–2015) | - Patrice Flaccadori (2015) - Ludovic Graugnard (2015–2018) - Naea Bennett (2018–2019) - Samuel Garcia (2019–) |